# Windgolf (Irene Vonck)
Windgolf is een artistiek kunstwerk in Amsterdam-Noord, Terrasdorp.
Irene Vonck (geboren 1952) is voornamelijk bekend als keramiste, opgeleid door Jan van der Vaart, maar werd daarna beïnvloed door de West Coast Ceramics in Californië. Het Stedelijk Museum Amsterdam heeft een elftal werken van haar in hun bezit. Windgolf (1991) werd daarbij uiting van het bewerken van grillige materialen zoals in dit geval klei en brons. Het beeld is een weergave van de werkzaamheden rondom scheepsbouw, die hier tot in de jaren tachtig plaatsvonden, waarna een woonwijk werd volgebouwd. Het oogt als een massief donker stuk brons, dat langzaam door wind en erosie uit elkaar is gereten Het beeld is gemaakt in een door de kunstenares handgemaakte mal van klei.

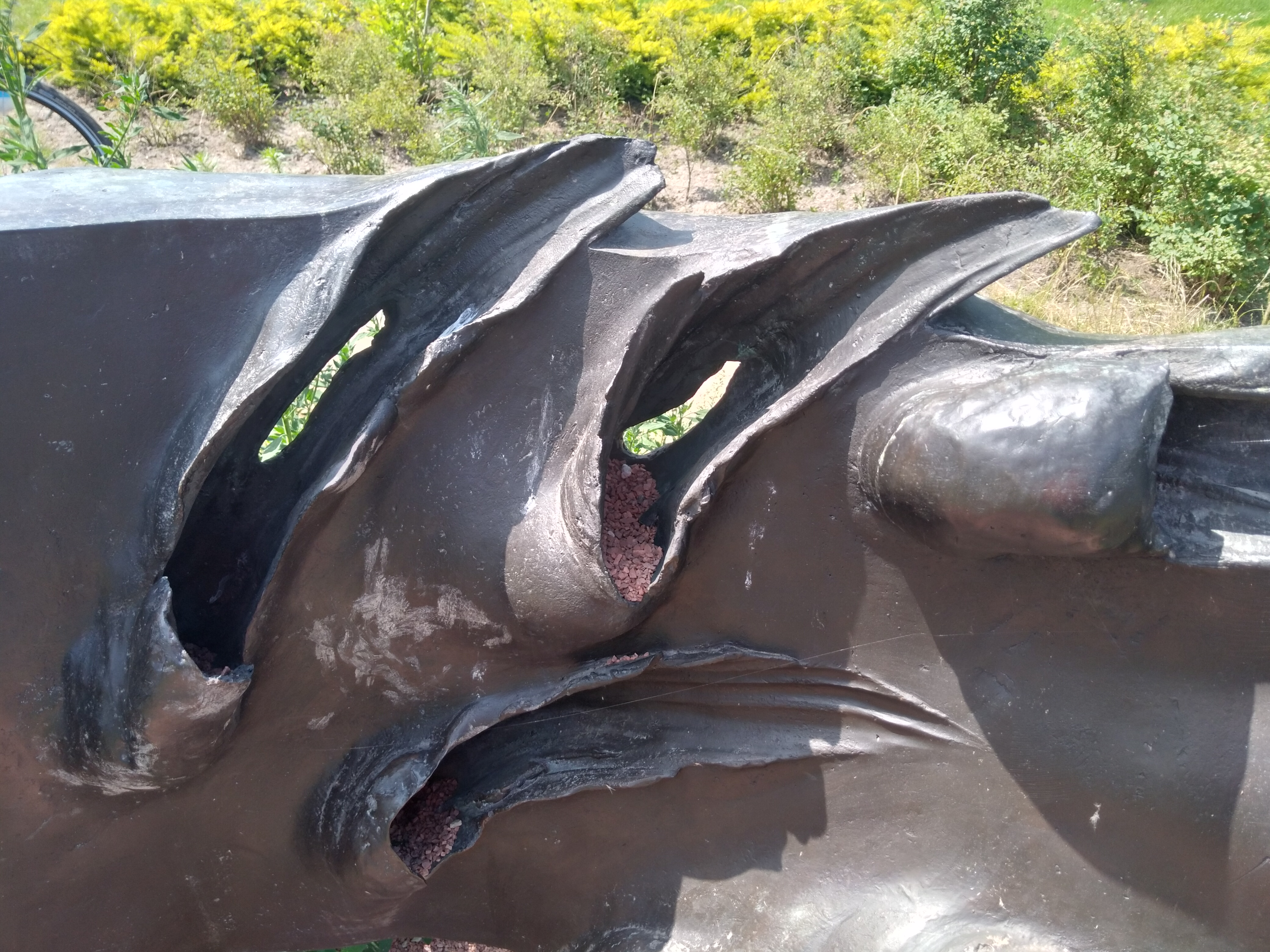
Detail van Windgolf (juli 2021)